# Die Füchse
Die Füchse (Originaltitel: The Sweeney) war eine britische Krimiserie von 1975–1978. Die Hauptfiguren waren Beamte einer als Flying Squad bezeichneten Eliteeinheit von Scotland Yard, deren Aufgabe in der Bekämpfung von Gewaltverbrechen bestand. Die Serie umfasst 54 Episoden in 4 Staffeln. In Deutschland wurden im ZDF ab August 1980 26 Teile der Serie gesendet. 1993 wurden aus der Serie zwei Fernsehfilme zusammengestellt, die unter dem Oberbegriff Deckname Sweeny bei RTL 2 ausgestrahlt wurden.

## Handlung
Die Hauptpersonen sind Detective Inspector Jack Regan und Detective Sergeant George Carter, die beim  Überfallkommando in London ihren Dienst tun. Die Polizisten werden dabei nicht als unfehlbare, stets korrekte Beamte dargestellt, sondern als Menschen mit Ecken und Kanten, die auch Fehler machen und gelegentlich vor Gewaltausbrüchen oder unorthodoxen Methoden nicht zurückschrecken, um brutale Verbrecher dingfest zu machen.

## Hintergrund
Die Serie lief ursprünglich zwischen 1975 und 1978 auf dem britischen Fernsehsender ITV. Technisch gesehen brillierte die Serie dadurch, dass alles komplett auf Film aufgenommen wurde (häufig üblich war seinerzeit, mindestens bei den Innenaufnahmen die technisch schlechteren Videokameras zu verwenden). Darüber hinaus wagte die Serie als eine der ersten ihrer Art den Sprung aus dem Fernsehstudio: Dadurch waren in einer Serie sehr viele Außenaufnahmen zu sehen, die tatsächlich live im Londoner Straßenverkehr, meist sogar ohne Absperrungen, gedreht wurden.
Seit den 1990er-Jahren ist die Serie auch im Vereinigten Königreich kaum noch wiederholt worden, wurde aber ab 2010 vermehrt auf ITV3 und ITV4 ausgestrahlt. Im Jahr 2012 gab es eine Neuauflage im Kino unter dem Titel The Crime mit Ray Winstone als Jack Regan und Plan B als George Carter.
Bei der deutschen Ausstrahlung ging das ZDF nicht staffelweise vor, sondern übersprang willkürlich Episoden. Sendeplatz war alle 14 Tage mittwochs um 21.20 Uhr. Nach der Serie entstanden später zwei Fernsehfilme, die 1993 unter dem Oberbegriff Deckname Sweeny bei RTL 2 liefen.

## Episodenliste
(Reihenfolge und Nummerierung der Episoden laut imdb.)

### Staffel 1
| Nr. (ges.) | Nr. (St.) | Deutscher Titel      | Originaltitel                     | Erstausstrahlung VK | Deutschsprachige Erstausstrahlung (D) | Regie           | Drehbuch             |
| ---------- | --------- | -------------------- | --------------------------------- | ------------------- | ------------------------------------- | --------------- | -------------------- |
| 0          | 0         | -                    | Armchair Cinema: Regan-Pilotfolge | 1974                | -                                     | Terry Green     | Trevor Preston       |
| 1          | 1         | Autodiebe            | Ringer                            | 2. Jan. 1975        | 28. Jan. 1981                         | Terry Green     | Trevor Preston       |
| 2          | 2         | -                    | Jackpot                           | 9. Jan. 1975        | -                                     | Tom Clegg       | Troy Kennedy-Martin  |
| 3          | 3         | -                    | Thin Ice                          | 16. Jan. 1975       | -                                     | Tom Clegg       | Troy Kennedy-Martin  |
| 4          | 4         | -                    | Queen's Pawn                      | 23. Jan. 1975       | -                                     | Viktors Ritelis | Ranald Graham        |
| 5          | 5         | Das Alibi            | Jigsaw                            | 30. Jan. 1975       | 12. Feb. 1981                         | William Brayne  | Tudor Gates          |
| 6          | 6         | Eine lange Nacht     | Night Out                         | 6. Feb. 1975        | 20. Aug. 1980                         | David Wickes    | Troy Kennedy-Martin  |
| 7          | 7         | Unter falschem Namen | The Placer                        | 13. Feb. 1975       | 15. Okt. 1980                         | Ted Childs      | Trevor Preston       |
| 8          | 8         | Die Titelgeschichte  | Cover Story                       | 20. Feb. 1975       | 17. Sep. 1980                         | Ted Childs      | Ranald Graham        |
| 9          | 9         | Der Goldjunge        | Golden Boy                        | 27. Feb. 1975       | 14. Jan. 1981                         | Tom Clegg       | Martin Hall          |
| 10         | 10        | -                    | Stoppo Driver                     | 6. März 1975        | -                                     | Terry Green     | Allan Prior          |
| 11         | 11        | -                    | Big Spender                       | 13. März 1975       | -                                     | Viktors Ritelis | Allan Prior          |
| 12         | 12        | -                    | Contact Breaker                   | 20. März 1975       | 3. Dez. 1980                          | William Brayne  | Robert Banks Stewart |
| 13         | 13        | -                    | Abduction                         | 27. Feb. 1975       | -                                     | Tom Clegg       | Trevor Preston       |

### Staffel 2
| Nr. (ges.) | Nr. (St.) | Deutscher Titel     | Originaltitel       | Erstausstrahlung VK | Deutschsprachige Erstausstrahlung (D) | Regie            | Drehbuch       |
| ---------- | --------- | ------------------- | ------------------- | ------------------- | ------------------------------------- | ---------------- | -------------- |
| 14         | 1         | -                   | Chalk and Cheese    | 1. Sep. 1975        | -                                     | Terry Green      | Trevor Preston |
| 15         | 2         | -                   | Faces               | 8. Sep. 1975        | -                                     | William Brayne   | Murray Smith   |
| 16         | 3         | -                   | Supersnout          | 15. Sep. 1975       | -                                     | Tom Clegg        | Ranald Graham  |
| 17         | 4         | Der große Bruder    | Big Brother         | 22. Sep. 1975       | 1. Juli 1981                          | Tom Clegg        | Trevor Preston |
| 18         | 5         | -                   | Hit and Run         | 29. Sep. 1975       | -                                     | Mike Vardy       | Roger Marshall |
| 19         | 6         | -                   | Trap                | 6. Okt. 1975        | -                                     | Jim Goddard      | Ray Jenkins    |
| 20         | 7         | -                   | Golden Fleece       | 13. Okt. 1975       | -                                     | David Wickes     | Roger Marshall |
| 21         | 8         | Heißes Geld         | Poppy               | 20. Okt. 1975       | 29. Okt. 1980                         | Tom Clegg        | Trevor Preston |
| 22         | 9         | -                   | Stay Lucky Eh?      | 27. Okt. 1975       | -                                     | Douglas Camfield | Trevor Preston |
| 23         | 10        | Der Geisterbus      | Trojan Bus          | 3. Nov. 1975        | 17. Dez. 1980                         | Ted Childs       | Roger Marshall |
| 24         | 11        | -                   | I Want the Man      | 10. Nov. 1975       | -                                     | Tom Clegg        | Ray Jenkins    |
| 25         | 12        | Ein Junge vom Lande | Country Boy         | 17. Nov. 1975       | 12. Nov. 1980                         | Ted Childs       | Roger Marshall |
| 26         | 13        | -                   | Thou Shalt Not Kill | 24. Nov. 1975       | -                                     | Douglas Camfield | Ranald Graham  |

### Staffel 3
| Nr. (ges.) | Nr. (St.) | Deutscher Titel         | Originaltitel             | Erstausstrahlung VK | Deutschsprachige Erstausstrahlung (D) | Regie              | Drehbuch            |
| ---------- | --------- | ----------------------- | ------------------------- | ------------------- | ------------------------------------- | ------------------ | ------------------- |
| 27         | 1         | Die Herren aus Zelle 13 | Selected Target           | 6. Sep. 1976        | 25. Feb. 1981                         | Tom Clegg          | Troy Kennedy-Martin |
| 28         | 2         | Kalte Fracht            | In from the Cold          | 13. Sep. 1976       | 25. März 1981                         | Terry Green        | Tony Hoare          |
| 29         | 3         | Gefährliche Fracht      | Visiting Fireman          | 20. Sep. 1976       | 3. Sep. 1980                          | Tom Clegg          | Troy Kennedy-Martin |
| 30         | 4         | Der Computerkönig       | Tomorrow Man              | 27. Sep. 1976       | 6. Aug. 1980                          | David Wickes       | Andrew Wilson       |
| 31         | 5         | -                       | Taste of Fear             | 4. Okt. 1976        | -                                     | David Wickes       | Roger Marshall      |
| 32         | 6         | Faule Äpfel             | Bad Apple                 | 11. Okt. 1976       | 22. Apr. 1981                         | Douglas Camfield   | Roger Marshall      |
| 33         | 7         | -                       | May                       | 25. Okt. 1976       | -                                     | Tom Clegg          | Trevor Preston      |
| 34         | 8         | Die Erbschaft           | Sweet Smell of Succession | 8. Nov. 1976        | 11. März 1981                         | William Brayne     | Peter Hill          |
| 35         | 9         | -                       | Down to You, Brother      | 22. Nov. 1976       | -                                     | Christopher Menaul | Richard Harris      |
| 36         | 10        | Wo ist Eddy Glass?      | Pay Off                   | 29. Nov. 1976       | 1. Okt. 1980                          | Douglas Camfield   | Peter Hammond       |
| 37         | 11        | -                       | Loving Arms               | 6. Dez. 1976        | -                                     | Tom Clegg          | Robert Wales        |
| 38         | 12        | -                       | Lady Luck                 | 13. Dez. 1976       | -                                     | Mike Vardy         | Ranald Graham       |
| 39         | 13        | -                       | On the Run                | 20. Dez. 1976       | -                                     | David Wickes       | Roger Marshall      |

### Staffel 4
| Nr. (ges.) | Nr. (St.) | Deutscher Titel         | Originaltitel         | Erstausstrahlung VK | Deutschsprachige Erstausstrahlung (D) | Regie              | Drehbuch                     |
| ---------- | --------- | ----------------------- | --------------------- | ------------------- | ------------------------------------- | ------------------ | ---------------------------- |
| 40         | 1         | Die Herren aus Zelle 13 | Messenger of the Gods | 7. Sep. 1978        | 25. Feb. 1981                         | Terry Green        | Trevor Preston               |
| 41         | 2         | -                       | Hard Men              | 14. Sep. 1978       | -                                     | Graham Baker       | Troy Kennedy-Martin          |
| 42         | 3         | Dienst ist Dienst       | Drag Act              | 21. Sep. 1978       | 6. Mai 1981                           | Tom Clegg          | Ted Childs                   |
| 43         | 4         | Red zieht Bilanz        | Trust Red             | 28. Sep. 1978       | 8. Apr. 1981                          | Douglas Camfield   | Richard Harris               |
| 44         | 5         | -                       | Nightmare             | 5. Okt. 1978        | -                                     | David Wickes       | Ranald Graham                |
| 45         | 6         | Der Hauptgewinn         | Money, Money, Money   | 12. Okt. 1978       | 29. Juli 1981                         | Sid Roberson       | Trevor Preston               |
| 46         | 7         | Der Köder               | Bait                  | 19. Okt. 1978       | 26. Feb. 1990                         | Sid Roberson       | Trevor Preston               |
| 47         | 8         | -                       | The Bigger They Are   | 26. Okt. 1978       | -                                     | Mike Vardy         | Tony Hoare                   |
| 48         | 9         | -                       | Feet of Clay          | 2. Nov. 1978        | -                                     | Chris Burt         | Roger Marshall               |
| 49         | 10        | … alias Charlie Mason   | One of Your Own       | 9. Nov. 1978        | 3. Juni 1981                          | Christopher Menaul | Tony Hoare                   |
| 50         | 11        | Zwei freundliche Herren | Hearts and Minds      | 23. Nov. 1978       | 15. Juli 1981                         | Mike Vardy         | Donald Churchill, Ted Childs |
| 51         | 12        | Die Dame aus Südamerika | Latin Lady            | 30. Nov. 1978       | 12. Aug. 1981                         | Peter Smith        | Ted Childs                   |
| 52         | 13        | -                       | Victims               | 14. Dez. 1978       | -                                     | Ben Bolt           | Roger Marshall               |
| 53         | 14        | Regan in der Klemme     | Jack or Knave         | 28. Dez. 1978       | 26. Aug. 1981                         | Tom Clegg          | Ted Childs                   |

## Synchronisation
Die deutschsprachige Synchronisation entstand im Auftrag der Beta-Technik Gesellschaft für Filmbearbeitung in München.
| Rolle         | Darsteller      | Synchronsprecher      |
| ------------- | --------------- | --------------------- |
| Jack Regan    | John Thaw       | Gert Günther Hoffmann |
| George Carter | Dennis Waterman | Tommi Piper           |
| Frank Haskins | Garfield Morgan | Horst Naumann         |